# Sandy Posey
Sandy Posey, född Sandra Lou Posey den 18 juni 1944 i Jasper, Alabama, död 20 juli 2024 i Lebanon, Tennessee, var en amerikansk sångerska. Hennes musik kan beskrivas som en blandning av pop och countrymusik.
Posey fick skivkontrakt på MGM Records 1966 med låtarna "Born a Woman" och "Single Girl" (sistnämnda en Tio i topp-hit i Sverige). Båda dessa låtar nådde plats #12 på Billboards popsingellista, liksom "I Take It Back" från 1967. Hon övergav popen för countrymusiken i början på 1970-talet. Mest framgångsrika bland hennes countrysånger var "Bring Him Safely Home to Me" och "Why Don't We Go Somewhere and Love", båda från 1972. Hon fortsatte som solomusiker fram till början av 1980-talet, för att därefter arbeta som studiosångare.

## Diskografi (urval)
Studioalbum
- 1966 – Born a Woman
- 1967 – I Take It Back
- 1967 – Single Girl
- 1968 – Looking at You
- 1972 – Why Don't We Go Somewhere and Love
- 1982 – Because of You
- 1983 – Tennessee Rose

Singlar (på Billboard Top 100)
- 1966 – "Born a Woman" (#12)
- 1966 – "Single Girl" (#12)
- 1967 – "What a Woman In Love Won't Do" (#31)
- 1967 – "I Take It Back" (#12)
- 1967 – "Are You Never Coming Home" (#59)

Singlar (topp 100 på Billboard Hot Country Songs)
- 1972 – "Bring Him Safely Home to Me" (#18)
- 1972 – "Why Don't We Go Somewhere and Love" (#51)
- 1972 – "Happy, Happy Birthday Baby" (#36)
- 1973 – "Don't" (#39)
- 1976 – "Trying to Live Without You Kind of Days" (#99)
- 1976 – "It's Midnight (Do You Know Where Your Baby Is?)" (#93)
- 1978 – "Born to Be with You" (#21)
- 1978 – "Love, Love, Love" / "Chapel of Love" (#26)
- 1979 – "Love Is Sometimes Easy" (#26)
- 1979 – "Try Home" (#82)
- 1983 – "Can't Get Used to Sleeping Without You" (#88)